# Relativistisches Wasserstoffproblem
Das relativistische Wasserstoffproblem ist die Verallgemeinerung des Wasserstoffproblems der nichtrelativistischen Quantenmechanik auf die relativistische Quantenmechanik. Anstatt der Lösung der Schrödinger-Gleichung für das Coulomb-Potential einer Punktladung verlangt die relativistische Verallgemeinerung die Lösung der Dirac-Gleichung. Die Lösung des relativistischen Wasserstoffproblems erklärt vollständig die Feinstruktur des Wasserstoff-Spektrums.
Aus physikalischer Sicht ist das relativistische Wasserstoffproblem ein Zweikörperproblem in einem Zentralpotential, dem elektrischen Coulomb-Potential, da es die Wechselwirkung zweier elektrisch geladener, als punktförmig angenommener Teilchen, Elektron und Atomkern behandelt. Es verallgemeinert die Behandlung des klassischen Wasserstoffproblems auf die spezielle Relativitätstheorie und die des himmelsmechanischen Kepler-Problems sowohl auf die Relativitätstheorie als auch auf die Quantenmechanik. Wie diese beiden ist es eines der wenigen exakt lösbaren Probleme der Physik. 

## Geschichte
Johann Jakob Balmer fand 1885 die empirische Balmer-Formel zur Berechnung der Wellenlängen der Spektrallinien des Wasserstoffatoms im sichtbaren Bereich des elektromagnetischen Spektrums, die von Johannes Rydberg 1888 zur Rydberg-Formel verallgemeinert wurde. In dieser Formel treten als Parameter ganzzahlige Größen {\displaystyle n_{i}} auf, deren Bedeutung ihre erste plausible Erklärung im halbklassischen Bohrschen Atommodell von 1913 fand, da sich Elektronen nur auf diskreten Bahnen bewegen können. Schließlich lieferte die Quantenmechanik mit der Schrödinger-Gleichung das bis heute akzeptierte Modell des Wasserstoffatoms, nach dem das Elektron sich in Orbitalen um den Kern aufhält und die Energien der Elektronen nur diskrete Werte annehmen können: Beim Übergang des Elektrons von einem Orbital höherer Energie in ein niedriges wird Licht mit exakt einer Frequenz und Wellenlänge ausgesandt. 
Bei genaueren Messungen des Spektrums zeigte sich 1887, dass die Linien des Wasserstoff-Spektrums keine einzelnen Linien sind, sondern aus einem Bündel nahe beieinander liegender Spektrallinien bestehen. Diese Aufteilung wird Feinstruktur genannt. Sie wurde von Arnold Sommerfeld im halbklassischen Atommodell unter Zuhilfenahme von Ellipsenbahnen und heuristischer Annahmen teilweise erklärt. Die vollständige Erklärung gelang 1928 durch die Formulierung der Dirac-Gleichung durch Paul Dirac und deren Lösung durch Charles Galton Darwin im selben Jahr.
Später wurden mit dem Lamb-Shift weitere Aufspaltungen der Wasserstofflinien gefunden, die erst mithilfe der Quantenfeldtheorie erklärt werden können.

## Feinstruktur
Die Korrekturen der Energieniveaus im Wasserstoffatom und somit auch die Feinstruktur werden durch drei Ursachen induziert: die Berücksichtigung der relativistischen Energie-Impuls-Relation, des Spins des Elektrons und des Darwin-Terms. Die Ersetzung der klassischen kinetischen Energie durch die relativistische kann störungstheoretisch behandelt werden und bewirkt eine Verschiebung der Energieniveaus, nicht jedoch deren Aufspaltung. Der Spin ist eine quantenmechanische Größe, die in der klassischen Quantenmechanik ad hoc eingeführt werden musste, um beispielsweise den anomalen Zeeman-Effekt erklären zu können und koppelt an den Bahndrehimpuls, sodass die Energien verschiedener Drehimpulszustände aufgespalten werden. Diese beiden Effekte führen, „von Hand“ in die Theorie eingefügt, zu korrekten Resultaten. 
Der letzte Effekt der Feinstruktur, der Darwin-Term, rührt von der Zitterbewegung des Elektrons aufgrund der Unschärferelation. Fügt man diesen heuristisch ein, führt er zu einem falschen Ergebnis, da er dann um einen Faktor 3/4 zu klein ist. 
Die Verwendung einer relativistischen Gleichung, deren Zielsetzung die Implementierung der relativistischen Energie-Impuls-Relation in der Quantenmechanik war, führt nicht nur zur Berücksichtigung der relativistischen Korrektur, sondern ebenfalls zum korrekten Darwin-Term und im Fall der Dirac-Gleichung ebenfalls zur Berücksichtigung der Spin-Bahn-Kopplung.

## Klassisches Wasserstoffproblem
Das Wasserstoffproblem geht von einem Coulomb-Potential des Atomkerns und einem einzigen Elektron in der Atomhülle aus. Nach dem Übergang in das Schwerpunktsystem lautet die zu lösende Schrödinger-Gleichung für die quantenmechanische Wellenfunktion {\displaystyle \psi }: 
{\displaystyle \left(-{\frac {\hbar ^{2}}{2\mu }}\Delta -\left(E+Z\alpha \hbar c{\frac {1}{r}}\right)\right)\psi ({\vec {r}})=0}
Dabei sind:
- {\displaystyle \hbar } die reduzierte Planck-Konstante
- {\displaystyle \mu } die reduzierte Masse des Systems
- {\displaystyle \Delta } der Laplace-Operator
- {\displaystyle Z} die Kernladungszahl
- {\displaystyle \alpha } die Feinstrukturkonstante
- {\displaystyle c} die Lichtgeschwindigkeit
- {\displaystyle E} die Energie des Systems
- {\displaystyle {\vec {r}}} der Abstandsvektor zwischen Kern und Elektron und
- {\displaystyle r} dessen Betrag

Die Lösung dieser Gleichung führt auf bestimmte Formen der Wellenfunktion, die sich durch drei Quantenzahlen {\displaystyle n,\ell ,m} beschreiben lassen. {\displaystyle n} heißt Hauptquantenzahl und ist mit dem {\displaystyle n} der Rydberg-Formel identisch; {\displaystyle \ell } heißt (Bahn-)Drehimpulsquantenzahl, da der Bahndrehimpuls nur von {\displaystyle \ell } abhängt und {\displaystyle m_{l}} heißt magnetische Quantenzahl, da sie für die Aufspaltung von Spektrallinien im Magnetfeld verantwortlich ist (Zeeman-Effekt). 
Die Lösungsfunktionen können in einen radialen Anteil und einen Winkelanteil separiert werden
{\displaystyle \psi _{n\ell m_{l}}(r,\theta ,\phi )={\frac {U_{n\ell }(r)}{r}}Y_{\ell m_{l}}(\theta ,\phi )}
wobei die {\displaystyle Y_{\ell m_{l}}} die Kugelflächenfunktionen sind und der Radialanteil der Gleichung
{\displaystyle \left(-\hbar ^{2}c^{2}{\frac {\partial ^{2}}{\partial r^{2}}}+\hbar ^{2}c^{2}{\frac {\ell (\ell +1)}{r^{2}}}-Z\alpha \hbar c{\frac {2\mu c^{2}}{r}}\right)U_{n\ell }(r)=2\mu c^{2}E_{n}U_{n\ell }(r)}
gehorcht. Die Energie des Systems ist diskret und hängt nur von der Hauptquantenzahl ab, man sagt, die Energie ist in {\displaystyle \ell } und {\displaystyle m} entartet. Die Energien, die angenommen werden können, sind
{\displaystyle E_{n}=-\mu c^{2}{\frac {(Z\alpha )^{2}}{2n^{2}}}}.
Als Hilfsgröße kann eine weitere Quantenzahl, die radiale Quantenzahl {\displaystyle n_{r}} eingeführt werden, die die Anzahl der Nullstellen der radialen Wellenfunktion zählt. Sie ist über die Beziehung
{\displaystyle n_{r}=n-\ell -1}
mit der Haupt- und der Drehimpulsquantenzahl verbunden.

## Relativistische Verallgemeinerung
Es existieren zwei verschiedene Gleichungen, um die Schrödinger-Gleichung relativistisch zu verallgemeinern. Die erste Möglichkeit ist die Dirac-Gleichung, die Teilchen mit einem Spin s = ½ beschreibt, die zweite Möglichkeit ist die Klein-Gordon-Gleichung, die Teilchen mit einem Spin 0 beschreibt. Der Spin ist eine quantenmechanische Größe, die kein Analogon in der klassischen Mechanik besitzt und in der nichtrelativistischen Quantenmechanik durch die Pauli-Gleichung ad hoc von Hand eingefügt werden muss, sich durch die Dirac-Gleichung jedoch automatisch ergibt. Da das Elektron den Spin ½ trägt, geschieht die korrekte Beschreibung für das Wasserstoffatom über die Dirac-Gleichung. 

### Pionischer Wasserstoff
Pionischer Wasserstoff ist ein exotisches Atom, in dem das Hüllenelektron durch ein negativ geladenes Pion ersetzt ist. Pionen zählen zu den pseudoskalaren Mesonen und haben deshalb einen Spin 0, sodass die Klein-Gordon-Gleichung anzuwenden ist. Darüber hinaus wechselwirken Pionen bei einer vollständigen Behandlung mittels der Quantenfeldtheorie zusätzlich durch die starke Kraft mit dem Atomkern, die in dieser Behandlung vernachlässigt sein soll. Die Klein-Gordon-Gleichung reproduziert das Wasserstoff-Spektrum nicht korrekt, ist aber einfacher zu lösen als die Dirac-Gleichung. Die Klein-Gordon-Gleichung lautet
{\displaystyle \left(-\hbar ^{2}c^{2}\Delta +{\frac {\mu ^{2}c^{2}}{\hbar ^{2}}}-\left(E+Z\alpha \hbar c{\frac {1}{r}}\right)^{2}\right)\phi ({\vec {r}})=0}
wobei {\displaystyle \phi } eine skalare Wellenfunktion bezeichnet. Ebenso wie im nichtrelativistischen Limes wird zur Lösung der Gleichung ein Separationsansatz
{\displaystyle \phi ={\frac {U(r)}{r}}Y_{lm_{l}}(\theta ,\phi )}
zur Separierung der radialen Abhängigkeit von der Winkelabhängigkeit verwendet. Der Laplace-Operator kann ebenfalls in einen radialen und einen Winkelanteil aufgetrennt werden, 
{\displaystyle \Delta ={\frac {1}{r}}{\frac {\partial ^{2}}{\partial r^{2}}}r-{\frac {{\vec {L}}^{2}}{\hbar ^{2}r^{2}}}}
wobei {\displaystyle {\vec {L}}} der Drehimpulsoperator ist. Dieser wirkt mittels {\displaystyle {\vec {L}}^{2}Y_{lm_{l}}(\theta ,\phi )=\hbar ^{2}l(l+1)Y_{lm_{l}}(\theta ,\phi )} auf die Kugelflächenfunktionen. Die Gleichung für die radiale Wellenfunktion lautet daher:
{\displaystyle \left(-\hbar ^{2}c^{2}{\frac {\partial ^{2}}{\partial r^{2}}}+\hbar ^{2}c^{2}{\frac {l(l+1)-(Z\alpha )^{2}}{r^{2}}}-Z\alpha \hbar c{\frac {2E}{r}}\right)U(r)=(E^{2}-\mu ^{2}c^{4})U(r)}
In dieser Form hat die Klein-Gordon-Gleichung dieselbe Struktur wie die Schrödinger-Gleichung aus dem nichtrelativistischen Wasserstoffproblem mit folgenden Ersetzungen:
| Ordnung                | Nichtrelativistische Schrödinger-Gleichung | Relativistische Klein-Gordon-Gleichung |
| ---------------------- | ------------------------------------------ | -------------------------------------- |
| {\displaystyle r^{-0}} | {\displaystyle 2\mu c^{2}E}                | {\displaystyle E^{2}-\mu ^{2}c^{4}}    |
| {\displaystyle r^{-1}} | {\displaystyle 2\mu c^{2}}                 | {\displaystyle 2E}                     |
| {\displaystyle r^{-2}} | {\displaystyle \ell (\ell +1)}             | {\displaystyle l(l+1)-(Z\alpha )^{2}}  |

Zur Bestimmung der Energieniveaus im pionischen Wasserstoff ist es ausreichend, aus Analogieschlüssen im nichtrelativistischen Fall diese Ersetzungen durchzuführen. Es gilt also
| Nichtrelativistische Schrödinger-Gleichung                                              | Relativistische Klein-Gordon-Gleichung |
| --------------------------------------------------------------------------------------- | --- |
| {\displaystyle 2\mu c^{2}E=-\mu ^{2}c^{4}{\frac {(Z\alpha )^{2}}{(n_{r}+\ell +1)^{2}}}} | {\displaystyle E^{2}-\mu ^{2}c^{4}=-E^{2}{\frac {(Z\alpha )^{2}}{\left(n_{r}+{\frac {1}{2}}+{\sqrt {\left(l+{\frac {1}{2}}\right)^{2}-(Z\alpha )^{2}}}\right)^{2}}}} |
| {\displaystyle E=-\mu c^{2}{\frac {(Z\alpha )^{2}}{2n^{2}}}}                            | {\displaystyle E=\mu c^{2}\left(1+{\frac {(Z\alpha )^{2}}{{\tilde {n}}^{2}}}\right)^{-1/2}}                                                                          |

mit {\displaystyle \textstyle {\tilde {n}}=n_{r}+{\tfrac {1}{2}}+{\sqrt {(l+{\tfrac {1}{2}})^{2}-(Z\alpha )^{2}}}}. Es ist offensichtlich, dass {\displaystyle {\tilde {n}}} im Gegensatz zur Hauptquantenzahl {\displaystyle n} keine ganze Zahl sein muss und {\displaystyle n_{r}} an deren statt die Rolle einer „guten“ Quantenzahl eingenommen hat. 

#### Schwaches Potential
Im schwachen Potential, also für Atome mit geringer Kernladungszahl, ist die Größe {\displaystyle (Z\alpha )^{2}\ll 1} und es kann deshalb eine Taylor-Entwicklung in ihr durchgeführt werden. Es gilt dann für die Energie:
{\displaystyle E\approx \mu c^{2}\left[1-{\frac {(Z\alpha )^{2}}{2n^{2}}}-{\frac {(Z\alpha )^{4}}{2n^{4}}}\left({\frac {n}{\ell +{\tfrac {1}{2}}}}-{\frac {3}{4}}\right)\right]}
Der erste Term ist die Ruheenergie, der zweite das Resultat aus der nichtrelativistischen Rechnung, und die Terme höherer Ordnung geben die Feinstruktur wieder, in der die Entartung in {\displaystyle \ell } aufgehoben wird. Trotzdem stimmt dieses Ergebnis nicht mit den Messungen aus dem Wasserstoffspektrum (s. Abb. unten) überein: die Aufspaltung des 2p-Zustands mit {\displaystyle (n,\ell )=(1,2)} wird nicht wiedergegeben. Der Grund ist, dass der Spin des Elektrons vernachlässigt wurde.

#### Starkes Potential
Für Atomkerne mit hoher Kernladungszahl kann es passieren, dass {\displaystyle (Z\alpha )^{2}>(l+{\tfrac {1}{2}})^{2}} wird. Dies geschieht bei den s-Orbitalen mit {\displaystyle l=0} bereits ab einer Kernladungszahl von {\displaystyle Z\geq 69} (Thulium). Dann wird der Term in der Wurzel für die Berechnung der Hauptquantenzahl negativ und die Energie imaginär, was ein physikalisch unsinniges Ergebnis darstellt. Die Beschreibung durch die relativistische Quantenmechanik bricht für starke Potentiale zusammen; stattdessen muss zur korrekten Betrachtung die Quantenfeldtheorie herangezogen werden.

### Standard-Wasserstoff
Die Dirac-Gleichung für das relativistische Wasserstoffproblem lautet
{\displaystyle \left(-\mathrm {i} \hbar c\gamma ^{0}{\vec {\gamma }}\cdot {\vec {\nabla }}+\gamma ^{0}\mu c^{2}-I_{4}\left(E-Z\alpha \hbar c{\frac {1}{r}}\right)\right)\psi ({\vec {r}})=0}
Dabei sind zusätzlich zu den bereits eingeführten Größen:
- {\displaystyle \mathrm {i} } die imaginäre Einheit
- {\displaystyle {\vec {\nabla }}} der Nabla-Operator
- {\displaystyle {\vec {\gamma }}} und {\displaystyle \gamma ^{0}} die vier Dirac-Matrizen
- {\displaystyle I_{4}} die vierdimensionale Einheitsmatrix

Im Gegensatz zur Schrödinger- und zur Klein-Gordon-Gleichung ist die Dirac-Gleichung eine Differentialgleichung erster Ordnung. Zusätzlich besitzt die Wellenfunktion, da die Dirac-Matrizen vierdimensional sind, ebenfalls vier Komponenten, sodass die zu lösende Gleichung tatsächlich vier gekoppelte Differentialgleichungen darstellen. Zur Entkopplung dieser Gleichungen gelangt man nach einer Reihe von Termumformungen unter Ausnutzung der Dirac-Algebra schließlich zu einer Differentialgleichung zweiter Ordnung
{\displaystyle \left(-\hbar ^{2}c^{2}\Delta +{\frac {\mu ^{2}c^{2}}{\hbar ^{2}}}-\left(E+Z\alpha \hbar c{\frac {1}{r}}\right)^{2}+\mathrm {i} Z\hbar c{\frac {1}{r^{3}}}{\begin{pmatrix}{\vec {\sigma }}\cdot {\vec {r}}&0\\0&-{\vec {\sigma }}\cdot {\vec {r}}\end{pmatrix}}\right)\psi ({\vec {r}})=0}
die im Vergleich zur Klein-Gordon-Gleichung für den pionischen Wasserstoff einen zusätzlichen Term enthält, in dem die drei Pauli-Matrizen {\displaystyle {\vec {\sigma }}} vorkommen, die den Spin des Elektrons korrekt beschreiben. In dieser Form ist entkoppelt die Dirac-Gleichung in zwei voneinander unabhängige zweikomponentige Probleme, deren Struktur bis auf das Vorzeichen im letzten Term identisch ist. Es ist daher nur nötig, die obere der beiden Gleichungen zu lösen, da sich die Lösung der unteren mit der Ersetzung {\displaystyle {\vec {r}}\to -{\vec {r}}} aus dieser ergibt. 
Dieser Spin-Term erschwert die Lösung der Gleichung, da der Drehimpulsoperator nicht mit ihm kommutiert und der Bahndrehimpuls somit keine Erhaltungsgröße ist. Stattdessen muss der (Bahn-)Drehimpulsoperator durch den Gesamtdrehimpulsoperator
{\displaystyle {\vec {J}}={\vec {L}}+{\frac {1}{2}}{\vec {\Sigma }}={\vec {L}}+{\frac {1}{2}}{\begin{pmatrix}{\vec {\sigma }}&0\\0&{\vec {\sigma }}\end{pmatrix}}}
ersetzt werden. Die Eigenwerte des Gesamtdrehimpulsoperators sind {\displaystyle j=l\pm s=l\pm {\tfrac {1}{2}}} und seine Eigenfunktionen sind nicht länger die Kugelflächenfunktionen, sondern aufgrund der Regeln zur Drehimpulsaddition mithilfe der Clebsch-Gordan-Koeffizienten die zweikomponentigen Funktionen
{\displaystyle \Omega _{jlm}={\frac {1}{\sqrt {2l+1}}}{\begin{pmatrix}{\sqrt {l\pm m+1/2}}Y_{lm-1/2}\\\pm {\sqrt {l\mp m+1/2}}Y_{lm+1/2}\end{pmatrix}}}
mit der magnetischen Quantenzahl {\displaystyle m=m_{s}+m_{l}} unter Berücksichtigung des Spins als Summe der magnetischen Bahndrehimpulsquantenzahl {\displaystyle m_{l}} und der magnetischen Spinquantenzahl {\displaystyle m_{s}=\pm {\tfrac {1}{2}}}. Die Vorzeichen werden nach {\displaystyle j=l\pm {\tfrac {1}{2}}} ausgewählt. Da für jede Wahl von {\displaystyle j} zwei mögliche {\displaystyle l} existieren, müssen die Zustände weiter unterschieden werden. Dies geschieht mithilfe ihrer Parität, also ihrem Verhalten unter Raumspiegelung. Da die Kugelflächenfunktionen definite Parität {\displaystyle P=(-1)^{l}} haben, besitzt auch {\displaystyle \Omega _{jlm}} diese Eigenschaft, Parität ist also ebenfalls eine gute Quantenzahl, die direkt mit dem Bahndrehimpuls zusammenhängt. 
Aus diesem Grund kann die Wellenfunktion in Bra-Ket-Notation als Zustandsvektor durch ihre Quantenzahlen {\displaystyle j,m,l} dargestellt werden:
{\displaystyle |\psi \rangle =|j\,l\,m\rangle =|j\,j\mp 1/2\,m\rangle \equiv |j\,\pm \,m\rangle }
Dieser Zustandsvektor ist durch Ortsoperator {\displaystyle |x\rangle } mit der Wellenfunktion verbunden: {\displaystyle \psi ({\vec {r}})=\langle x|\psi \rangle }. 
Es bleibt daher die Gleichungen für die radiale Komponente aufzustellen. In der Basis dieser Quantenzahlen ergibt sich diese nach einer Reihe von Termumformungen zu
{\displaystyle \left(-\hbar ^{2}c^{2}{\frac {\partial ^{2}}{\partial r^{2}}}+\hbar ^{2}c^{2}{\frac {\lambda (\lambda +1)}{r^{2}}}-Z\alpha \hbar c{\frac {2E}{r}}\right)U(r)=(E^{2}-\mu ^{2}c^{4})U(r)}
mit 
{\displaystyle \lambda ={\sqrt {\left(j+{\tfrac {1}{2}}\right)^{2}-(Z\alpha )^{2}}}-{\frac {1}{2}}\pm {\frac {1}{2}}}.
Das Finden der Energieeigenwerte ergibt sich erneut aus Analogieschlüssen zur Schrödinger-Gleichung mit folgenden Ersetzungen
| Ordnung                | Nichtrelativistische Schrödinger-Gleichung | Relativistische Dirac-Gleichung      |
| ---------------------- | ------------------------------------------ | ------------------------------------ |
| {\displaystyle r^{-0}} | {\displaystyle 2\mu c^{2}E}                | {\displaystyle E^{2}-\mu ^{2}c^{4}}  |
| {\displaystyle r^{-1}} | {\displaystyle 2\mu c^{2}}                 | {\displaystyle 2E}                   |
| {\displaystyle r^{-2}} | {\displaystyle \ell (\ell +1)}             | {\displaystyle \lambda (\lambda +1)} |

zu den Energieeigenwerten
| Nichtrelativistische Schrödinger-Gleichung                                              | Relativistische Dirac-Gleichung                                                      |
| --------------------------------------------------------------------------------------- | ------------------------------------------------------------------------------------ |
| {\displaystyle 2\mu c^{2}E=-\mu ^{2}c^{4}{\frac {(Z\alpha )^{2}}{(n_{r}+\ell +1)^{2}}}} | {\displaystyle E^{2}-\mu ^{2}c^{4}=-E^{2}{\frac {(Z\alpha )^{2}}{n_{r}+\lambda +1}}} |
| {\displaystyle E=-\mu c^{2}{\frac {(Z\alpha )^{2}}{2n^{2}}}}                            | {\displaystyle E=\mu c^{2}\left(1+{\frac {(Z\alpha )^{2}}{n'^{2}}}\right)^{-1/2}}    |

mit der effektiven Hauptquantenzahl
{\displaystyle \textstyle n'=n_{r}+{\sqrt {\left(j+{\tfrac {1}{2}}\right)^{2}-(Z\alpha )^{2}}}+{\frac {1}{2}}\pm {\frac {1}{2}}}. Da die radiale Quantenzahl {\displaystyle n_{r}} alle möglichen natürlichen Zahlen einschließlich der Null abzählen kann, können die beiden letzten Terme {\displaystyle \textstyle {\frac {1}{2}}\pm {\frac {1}{2}}} in diese absorbiert werden. Zur Extraktion des nichtrelativistischen Limes kann des Weiteren eine Null in Form von 
{\displaystyle n'=n+{\sqrt {\left(j+{\tfrac {1}{2}}\right)^{2}-(Z\alpha )^{2}}}-j-{\frac {1}{2}}}
eingefügt werden, wobei {\displaystyle \textstyle n=n_{r}+j+{\tfrac {1}{2}}} ist. 

Aufspaltungen der Energieniveaus des Wasserstoffatoms in spektroskopischer Notation mit den Bezeichnungen. Zu sehen ist die in, aber nicht in aufgehobene Entartung in der Feinstruktur (blau)

Im Limes schwacher Potentiale beziehungsweise kleiner Kernladungszahlen ergibt sich dadurch:
{\displaystyle E\approx \mu c^{2}\left[1-{\frac {(Z\alpha )^{2}}{2n^{2}}}-{\frac {(Z\alpha )^{4}}{2n^{4}}}\left({\frac {n}{j+{\frac {1}{2}}}}-{\frac {3}{4}}\right)\right]}
Dies ist von der Form her dasselbe Resultat wie bei der Betrachtung pionischen Wasserstoffs, einzig die Bahndrehimpulsquantenzahl {\displaystyle l} ist durch die Gesamtdrehimpulsquantenzahl {\displaystyle j} ersetzt. Dies hat bedeutende Auswirkungen auf das Spektrum, da die Bahndrehimpulsquantenzahl ganzzahlig ist ({\displaystyle l=0,1,\dots ,n-1}), während die Gesamtdrehimpulsquantenzahl halbzahlig ist ({\displaystyle j={\tfrac {1}{2}},{\tfrac {3}{2}},\dots ,n-{\tfrac {1}{2}}}). Die Entartung der Energieeigenwerte ist im Fall des realen Wasserstoffatoms nicht in {\displaystyle l}, sondern in {\displaystyle j} aufgehoben, sodass Konfigurationen mit unterschiedlichem Bahndrehimpuls je nach Spineinstellung dasselbe Energieniveau besetzen können. Diese identischen Energieniveaus besitzen jedoch unterschiedliche Parität, da sie sich in {\displaystyle l} um genau Eins unterscheiden. Insbesondere tritt auch beim relativistischen Wasserstoffproblem bei korrekter Behandlung der Fall ein, dass für {\displaystyle Z\alpha >j+{\tfrac {1}{2}}} die Energie imaginär wird, das im Fall der Orbitale mit {\displaystyle l=0} jedoch erst bei einer Kernladungszahl von {\displaystyle Z\geq 138} geschieht. Alle vollständig ionisierten natürlichen Elemente sind daher gut mit der relativistischen Quantentheorie beschreibbar. 